# سیارک ۱۴۸۲۱
سیارک ۱۴۸۲۱ (به انگلیسی: 14821 Motaeno، نامگذاری:1982VG4) چهارده هزار و هشتصد و بیست و یکمین سیارک کشف شده‌است که در ۱۴ نوامبر ۱۹۸۲ کشف شد.
قدر مطلق سیارک برابر ۱۳.۵ است.